# NGC 3200
NGC 3200 في الفهرس العام الجديد، هي مجرة، تقع في كوكبة الشجاع. اكتشفت في 10 أبريل 1882 بواسطة إدوارد إس هولدن.

## روابط خارجية
- NGC 3200 على موقع ويكي سكاي: DSS2, SDSS, GALEX, IRAS, Hydrogen α, X-Ray, Astrophoto, Sky Map, Articles and images